# Snow (Hey Oh)
«Snow (Hey Oh)» es un sencillo de Red Hot Chili Peppers incluido en su doble álbum Stadium Arcadium, el cual fue lanzado el 9 de mayo de 2006. La canción contiene una melodía mucho más suave, considerada más melódica, similar al tipo de canciones del álbum By the Way. El sencillo fue lanzado el 20 de noviembre de 2006.
La canción está marcada por un rápido riff de guitarra por John Frusciante, y hace uso de dobles pausas en el bajo por parte de Flea. La web Frusciante.net reveló que iba a ser la tercera canción lanzada en sencillo del álbum Stadium Arcadium. Antes de ser lanzada como tal, alcanzó el número 53 en el UK iTunes top 100 el 13 de mayo de 2006. El 17 de enero de 2007, "Snow ((Hey Oh))" iba a ser la undécima grabación de la banda en alcanzar el número uno en el ranking Modern Rock de los Estados Unidos y siendo el tercer número uno de Stadium Arcadium.
Anthony Kiedis declaró en una estrevista para Stadium Arcadium que la canción habla sobre "los repetidos fracasos de intentar comenzar tu vida de nuevo y de cómo cuesta liberarse de las antiguas maneras de pensar, y destruir esas ideas para comenzar a atacar". Este tema es el principal de Wrestlemania 24 de la WWE. También es la canción de créditos de la película Death Note: Last Name.
Snow ((Hey Oh)) ocupa el puesto #267 de "Las 1000 mejores canciones de siempre" de la revista Q Music.

## Video musical
El video original de «Snow ((Hey Oh))» iba a ser dirigido por Tony Kaye, quien también fue el director del video de «Dani California», el primer sencillo del CD doble. Sin embargo, el material de Kaye no se usó y se decidió no hacerlo el video oficial. 
Para reemplazo, Warner eligió un video en vivo de la banda en la «Continental Airlines Arena» de Nueva Jersey, Estados Unidos realizados el 17 de octubre y el 18 de octubre del 2006. Éste presentaba filmaciones de los fanes en blanco y negro antes del show.
En el álbum Stadium Arcadium, los temas de los videos incluyen mucho a sus fanes. En cada uno de los videos realizados se ve cuánto apoyo le brindan los fanes a la banda.

## Formatos y Listas de canciones
CD-single
1. «Snow ((Hey Oh))» – 4:41
2. «Permutation» (Live) – 3:43

Maxi-single
1. «Snow ((Hey Oh))» – 4:41
2. «Funny Face» – 4:46
3. «I'll Be Your Domino» – 3:54

International CD-single
1. «Snow ((Hey Oh))» – 4:41
2. «Funny Face» – 4:46

UK Picture disk
1. «Snow ((Hey Oh))» – 4:41
2. «Funny Face» – 4:46

iTunes Version Single
1. «Snow ((Hey Oh))» – 4:41
2. «Funny Face» – 4:46
3. «I'll Be Your Domino» – 3:54
4. «Permutation» (Live) – 3:43

## Posicionamiento en listas

### Listas semanales
| Listas (2006-2007)                                  | Mejor posición |
| --------------------------------------------------- | -------------- |
| Australia (ARIA)                                    | 35             |
| Austria (Ö3 Austria Top 40)                         | 5              |
| Bélgica (Flandes) (Ultratop 50)                     | 9              |
| Bélgica (Valonia) (Ultratop 50)                     | 39             |
| República Checa (Rádio Top 100)                     | 3              |
| Alemania (Media Control AG)                         | 5              |
| Irlanda (IRMA)                                      | 13             |
| Italia (FIMI)                                       | 24             |
| Países Bajos (Mega Single Top 100)                  | 5              |
| Nueva Zelanda (Recorded Music NZ)                   | 10             |
| Polonia (Polish Airplay Top 100)                    | 6              |
| Portugal (Billboard)                                | 40             |
| Eslovaquia (Rádio Top 100)                          | 5              |
| Suecia (Sverigetopplistan)                          | 19             |
| Suiza (Schweizer Hitparade)                         | 9              |
| Reino Unido (UK Singles Chart)                      | 16             |
| Estados Unidos (Billboard Hot 100)                  | 22             |
| Estados Unidos Billboard Hot Modern Rock Tracks     | 1              |
| Estados Unidos Billboard Hot Mainstream Rock Tracks | 3              |
| Estados Unidos Billboard Pop Songs                  | 7              |
| Estados Unidos Billboard Hot Adult Top 40 Tracks    | 6              |
| Venezuela Pop Rock (Record Report)                  | 4              |

### Posición fin de año
| Lista (2007)                     | Posición |
| -------------------------------- | -------- |
| German Singles Chart             | 42       |
| Estados Unidos Billboard Hot 100 | 91       |